# HD 205739
| 太陽 | HD 205739 |
| ---- | --------- |
| 太陽 | Exoplanet |

HD 205739は、みなみのうお座の方角にあるスペクトル型F7 VのF型主系列星である。太陽から約302光年離れている。

## 惑星系

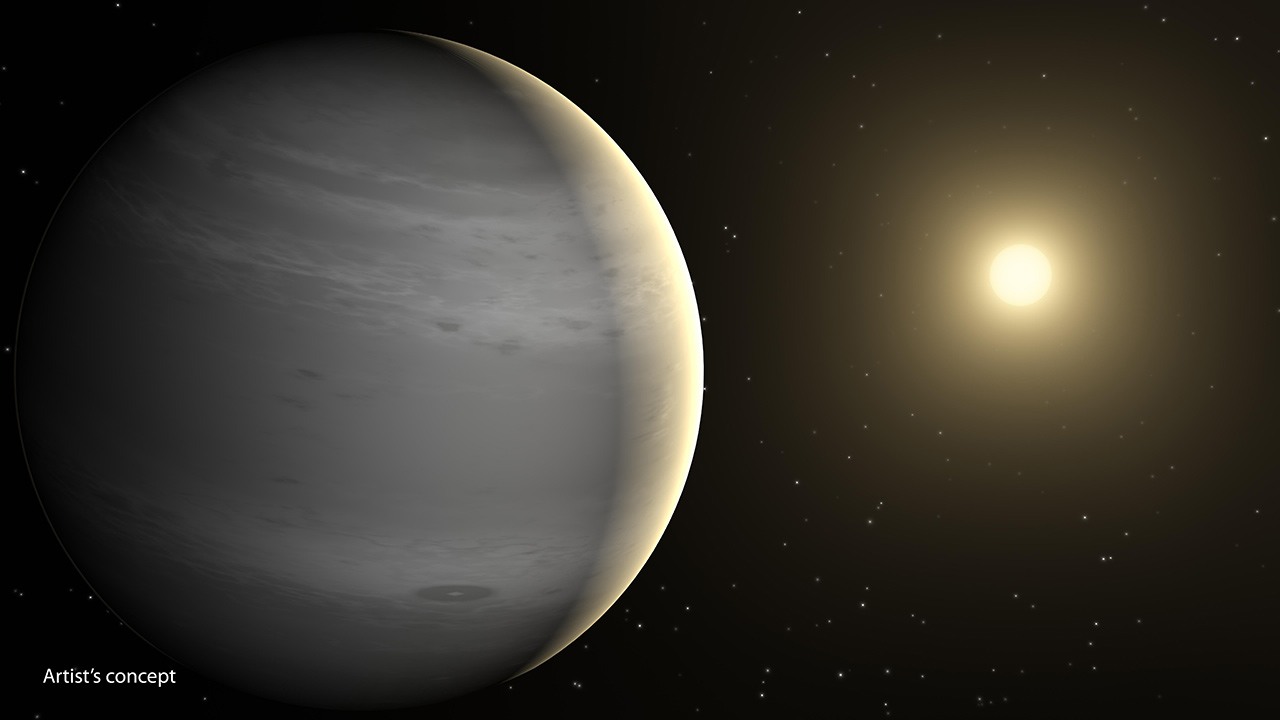
系外惑星HD 205739 bの想像図。

2008年、ラスカンパナス天文台のマゼラン望遠鏡を使い、視線速度法で太陽系外惑星を捜索する計画の中で、木星に似た惑星が、水星のような軌道離心率の大きい軌道で公転しているのが検出された。
HD 205739の視線速度は、惑星HD 205739 bの影響による振動とは別に、一定の傾向でもって時間変化していることがわかっており、HD 205739 bよりも外側の軌道をとる別の天体が、この星系に存在する可能性を示唆する。
| 名称 （恒星に近い順） | 質量      | 軌道長半径 （天文単位） | 公転周期 (日) | 軌道離心率  | 軌道傾斜角 | 半径 |
| --------------------- | --------- | ----------------------- | ------------- | ----------- | ---------- | ---- |
| b (Samagiya)          | > 1.37 MJ | 0.896                   | 279.8 ± 0.1   | 0.27 ± 0.07 | —          | —    |

## 名称
2019年、世界中の全ての国または地域に1つの系外惑星系を命名する機会を提供する「IAU100 Name ExoWorldsプロジェクト」において、HD 205739とHD 205739 bはスリランカ民主社会主義共和国に割り当てられる系外惑星系となった。このプロジェクトは、「国際天文学連合100周年事業」の一環として計画されたイベントの1つで、スリランカ国内での選考、国際天文学連合 (IAU) への提案を経て、太陽系外惑星とその母星に固有名が承認されるものであった。2019年12月17日、IAUから最終結果が公表され、HD 205739はSāmaya、HD 205739 bはSamagiyaと命名された。Sāmayaは、スリランカの公用語であるシンハラ語で「平和」を意味する言葉。Samagiyaは、同じくシンハラ語で「団結」や「協調」を意味する言葉である。